# Ачхой-Мартан
Ачхой-Мартан (чеч. Іашхой-Марта, ТІехьа-Марта) — місто в Росії, адміністративний центр Ачхой-Мартановського району Чеченської республіки.

## Топономіка
Назву місту дала рівнинна територія між невеликою річкою Ачхі (чеч: Iашхи) і більш великою річкою Фортанга (чеч: Мартанга), на якій і розташована велика частина населеного пункту. 

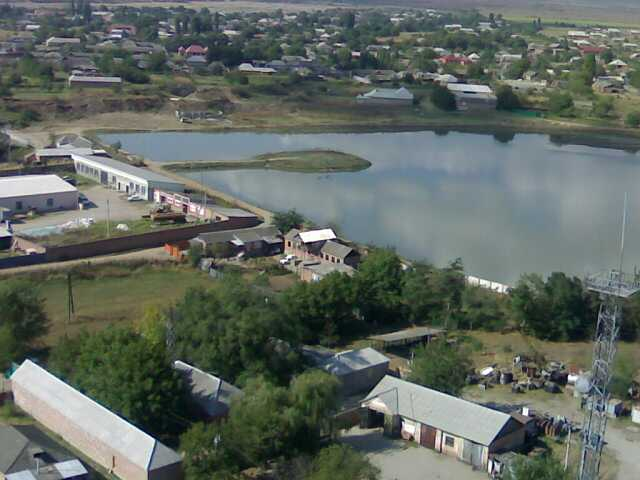
Вид на село Ачхой-Мартан

 Село засноване Тайпеї Чінхою і Тумсою (ймовірно)

## Географія
Знаходиться за 51 км на захід від міста Грозного. У центрі села протікає притока Сунжи — річка Фортанга (чеч. Марта) і річка Ачхо (чеч. Іашхо, Іашху).
За 6 км на північ від села проходить федеральна траса «Кавказ», М-29.
До найближчої залізничної станції в селі Самашки 15 км. (Не функціонує з 1994 р)

## Історія
В 1944 році після депортації чеченців і інгушів та ліквідації Чечено-Інгушської АРСР селище Ачхой-Мартан, було перейменовано в Новосільське. Після відновлення Чечено-Інгушської АРСР, населеному пункту повернули колишню назву Ачхой-Мартан.

## Населення
| 1939    | 1959    | 1970    | 1979    | 1989    | 1990    | 2002    |
| ------- | ------- | ------- | ------- | ------- | ------- | ------- |
| 6399    | ↗8389   | ↗12 250 | ↗12 726 | ↗14 680 | ↗15 101 | ↗16 742 |
| 2010    | 2012    | 2013    | 2014    | 2015    | 2016    | 2017    |
| ↗20 172 | ↗21 176 | ↗21 664 | ↗22 187 | ↗22 569 | ↗22 922 | ↗23 282 |
| 2018    | 2019    |         |         |         |         |         |
| ↗23 667 | ↗24 212 |         |         |         |         |         |

## Освіта
Центральна районна бібліотека налічує близько 70 тис. примірників книг, також у селі діє перший в Чеченській республіці молодіжний інформаційний центр «Ельбрус». Відкрито філію Чеченського державного університету ім. Л. М. Толстого, де навчаються студенти з усього району на денній та вечірній основі, працює філія Грозненского професійного училища № 5. 6 середніх шкіл, восьмирічна школа і великий дитячий сад. До початку військових дій в селі було розташоване одне з найбільших в республіці ССПТУ, а також школа-інтернат.

## Культура
Гордістю місцевого будинку культури є — хорова група «Фортанга», названа на честь річки, що протікає через Ачхой-Мартан. Учасники групи самі пишуть вірші і музику до своїх пісень, крім того, вони виконують народні пісні.

## Економіка
У селі організований держгосп «Ачхой-Мартан», який займається посівами злакових культур, скотарством і садівництвом.
Діє найбільший в республіці завод по обробці насіння.
Є свій пластиковий завод. Одна з найбільших в республіці оптових баз будівельних матеріалів.

## Спорт
Спортсмени з Ачхой-Мартану показують відмінні результати на змаганнях з карате, тхеквондо і боксу. У 2005 році відкрито філію спортивного клубу «Рамзан». Волейбольна команда «Ачхой» виступає у вищій лізі першості республіки.
У селі є свій футбольний клуб «Марта».

## Люди
В селі народилися
- Захаєв Лечі (нар. 1936) — повний кавалер ордена Трудової Слави.
- Мамакаєв Магомет Амайович (1910—1973) — чеченський радянський письменник.
- Кутаєв Руслан Махамдійович — чеченський державний і громадський діяч.